# 今井胡桃
今井胡桃（日语：／ Imai Kurumi，1999年9月24日—），日本女子单板滑雪运动员，2017年亚洲冬季运动会女子U型场地技巧铜牌得主、2019年冬季世界大学生运动会女子U型场地技巧金牌得主。